# Rubén Lezcano
Rubén Dario Lezcano Portillo (Repatriación, nascido em 9 de fevereiro de 2004) é um futebolista paraguaio que atua como meio-campista. Atualmente joga no Fluminense.

## Carreira
Natural de Repatriación, Lezcano estreou profissionalmente pelo Libertad em 2022.
Em 2023, ganhou destaque ao marcar um gol contra o Club Sol de América pela Copa do Paraguai de 2023, comemorando com o gesto popularizado por Marcus Rashford, seu ídolo declarado.
No ano seguinte, marcou o gol do título da Copa do Paraguai 2024.

### Fluminense
Em 27 de fevereiro de 2025, foi anunciada sua transferência para o Fluminense, que pagou US$ 5 milhões por 60% de seus direitos econômicos.

## Seleção Nacional
Em 2024, foi convocado para a seleção paraguaia sub-23, integrando o elenco que disputou os Jogos Olímpicos de Paris 2024.

## Estilo de jogo
Lezcano atua como meia ofensivo e é conhecido por sua habilidade no drible e na criação de jogadas. Em dezembro de 2024, foi incluído na lista dos dez melhores jogadores sub-21 do mundo, segundo o Centro Internacional de Estudos do Esporte em colaboração com o Wyscout.

## Títulos
Club Libertad
- Campeonato Paraguaio: 2022 (Apertura), 2023 (Apertura), 2023 (Clausura), 2024 (Apertura)[7]
- Copa do Paraguai: 2023, 2024[7]
- Supercopa do Paraguai: 2025[7]